# Lissadila (Ort)
Lissadila ist ein osttimoresischer Ort im Suco Lissadila (Verwaltungsamt Loes, Gemeinde Liquiçá).
Das Dorf liegt im Süden der Aldeia Darulema, in einer Meereshöhe von 110 m. Es befindet sich zwischen dem Bismaumate und Emderilua, die zum Flusssystem des Lóis gehören. Die Gebäude auf der Nordseite der Dorfstraße liegen bereits in der Aldeia Cai-Cassa. Auf der Südseite befinden sich der Sitz des Sucos Lissadila und eine katholische Kapelle.
Nordwestlich liegt das Dorf Darulema, südwestlich das Dorf Wategan und östlich das Dorf Uluana.